# Gravel and Tar (mannen)
De Gravel and Tar is een Nieuw-Zeelandse eendagswedstrijd die deel uit maakt van de UCI Oceania Tour met als classificatie categorie 1.2.

## Geschiedenis
De eerste twee edities waren amateurkoersen. Sinds 2018 maakt de koers bij de mannen deel uit van de UCI Oceania Tour met als classificatie categorie 1.2.

## Lijst van winnaars
| #  | Jaar | Datum      | Start - Finish                      | Km    | Winnaar          |
| -- | ---- | ---------- | ----------------------------------- | ----- | ---------------- |
| 01 | 2016 |            | Palmerston North - Palmerston North |       | Logan Griffin    |
| 02 | 2017 |            | Palmerston North - Palmerston North |       | Robert Stannard  |
| 03 | 2018 | 27 januari | Palmerston North - Palmerston North | 131,5 | Ethan Berends    |
| 04 | 2019 | 19 januari | Feilding - Palmerston North         | 131,5 | Luke Mudgway     |
| 05 | 2020 | 25 januari | Feilding - Palmerston North         | 133,2 | Hayden McCormick |
| 06 | 2021 | 23 januari | Feilding - Palmerston North         | 133,2 | Aaron Gate       |
|    |      |            |                                     |       |                  |
| 07 | 2023 | 21 januari | Ashhurst - Ashhurst                 | 137,4 | Ben Oliver       |
| 08 | 2024 | 20 januari | Ashhurst - Ashhurst                 | 139,4 | Josh Burnett     |

## Overwinningen per land
| Overwinningen | Land          |
| ------------- | ------------- |
| 6             | Nieuw-Zeeland |
| 2             | Australië     |

2005 · 
2006 · 
2007 · 
2008 · 
2009 · 
2010 · 
2011 · 
2012 · 
2013 ·
2014 ·
2015 ·
2016 ·
2017 ·
2018 ·
2019 · 2020 · 2021 · 2022 · 2023 · 2024 · 2025
Belangrijkste wedstrijden

New Zealand Cycle Classic · Herald Sun Tour · Cadel Evans Great Ocean Road Race (voormalig)